# Przekolno
Przekolno [pronunciación en polaco: /pʂɛˈkɔlnɔ/] (alemán: Groß Ehrenberg) es un pueblo ubicado en el distrito administrativo de Gmina Pełczyce, dentro del condado de Choszczno, Voivodato de Pomerania Occidental, en el noroeste de Polonia. Se encuentra a unos 6 kilómetros al este de Pełczyce, a 13 kilómetros al sur de Choszczno, y a 68 kilómetros al sureste de la capital regional Szczecin.